# モレラ岐阜
モレラ岐阜（モレラぎふ）は、岐阜県本巣市三橋にあるショッピングセンターである。モレラ (MALera) は「モール」と「エラ（era:時代）」を掛け合わせた造語で「日本最大級のショッピングモールから、最先端の情報を発信したい」という願いを込めている。

## 概要
大和システムにより都築紡績糸貫工場の跡地に建設され、2006年4月29日にオープンした。敷地面積約185,000m2、延床面積115,800m2、店舗数約240。届出店舗面積は57,653m2、建屋は2階建で国道157号に平行する形で南北方向に長く、屋上部分にも駐車場を配置している。
2014年5月には、不動産投資会社のラサール・インベストメント・マネージメントが、資産運用会社ブラックロックジャパンより岐阜マネジメント合同会社を経て運用権を取得した。
イメージキャラクターは「本巣モレ美さん」。当初は「モレラ姫」としてイベントなどで活動していたが、「夫や2人の子供がいる」という設定とのギャップもあり、2012年4月より「モレラ宣伝部スーパーバイザー」としてキャラクター名も「モレ美さん」に変更された。キャラクターデザインはタツノコプロが手掛けている。

## 主なテナント
約210のテナントと専門店街で構成されている。

### TOHOシネマズモレラ岐阜
2階にある、12スクリーン／2,479席（車椅子25席）を有するTOHOシネマズ株式会社の運営・経営によるシネマコンプレックス。
- 2006年（平成18年）4月27日 - 『TOHOシネマズモレラ岐阜』（中部東宝が運営および経営）開館。
- 2008年（平成20年）3月1日 - 運営・経営が中部東宝からTOHOシネマズへ移管。

## アクセス

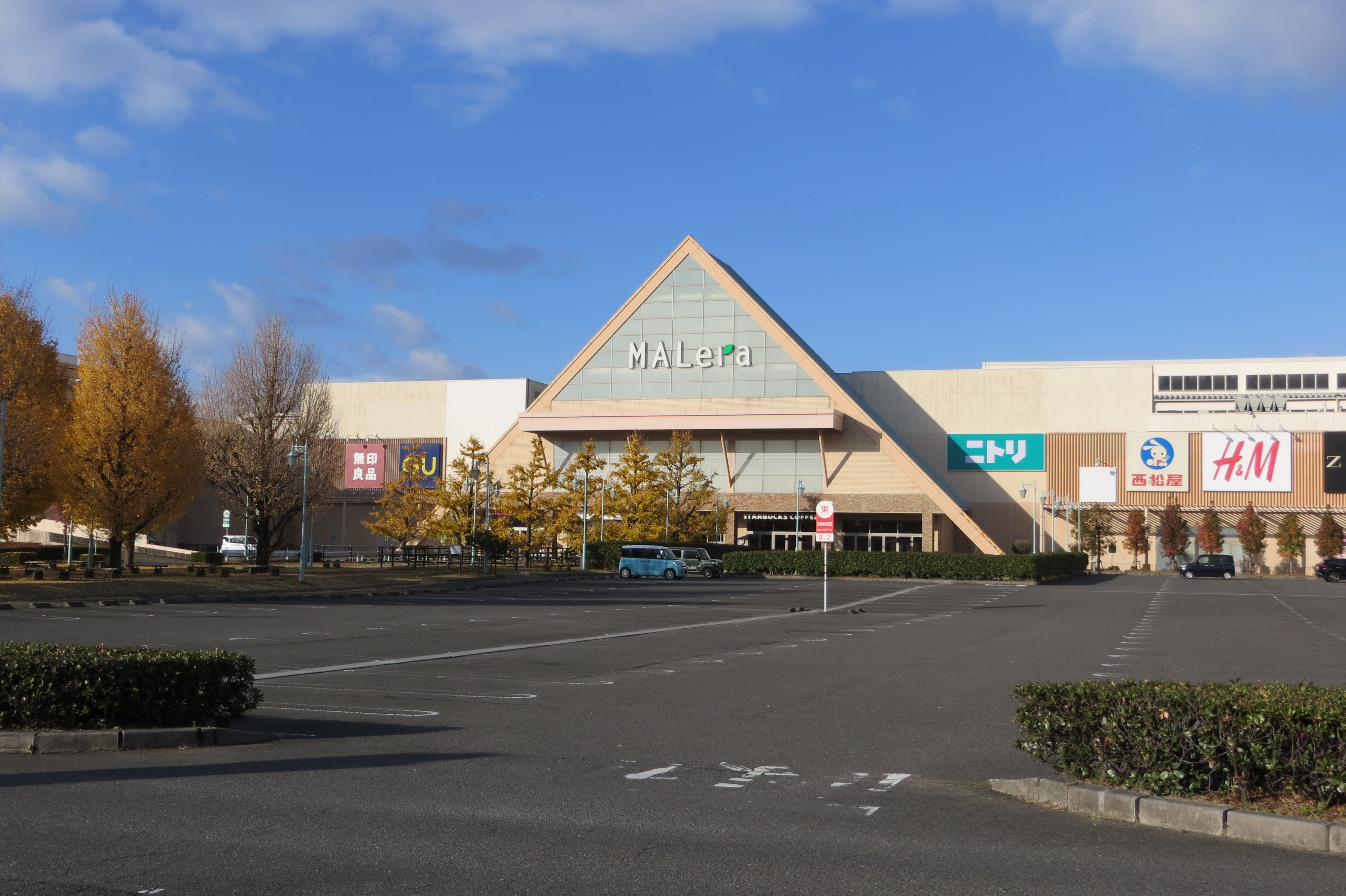
開店前、駐車場からのMALera岐阜。（2024年12月撮影）

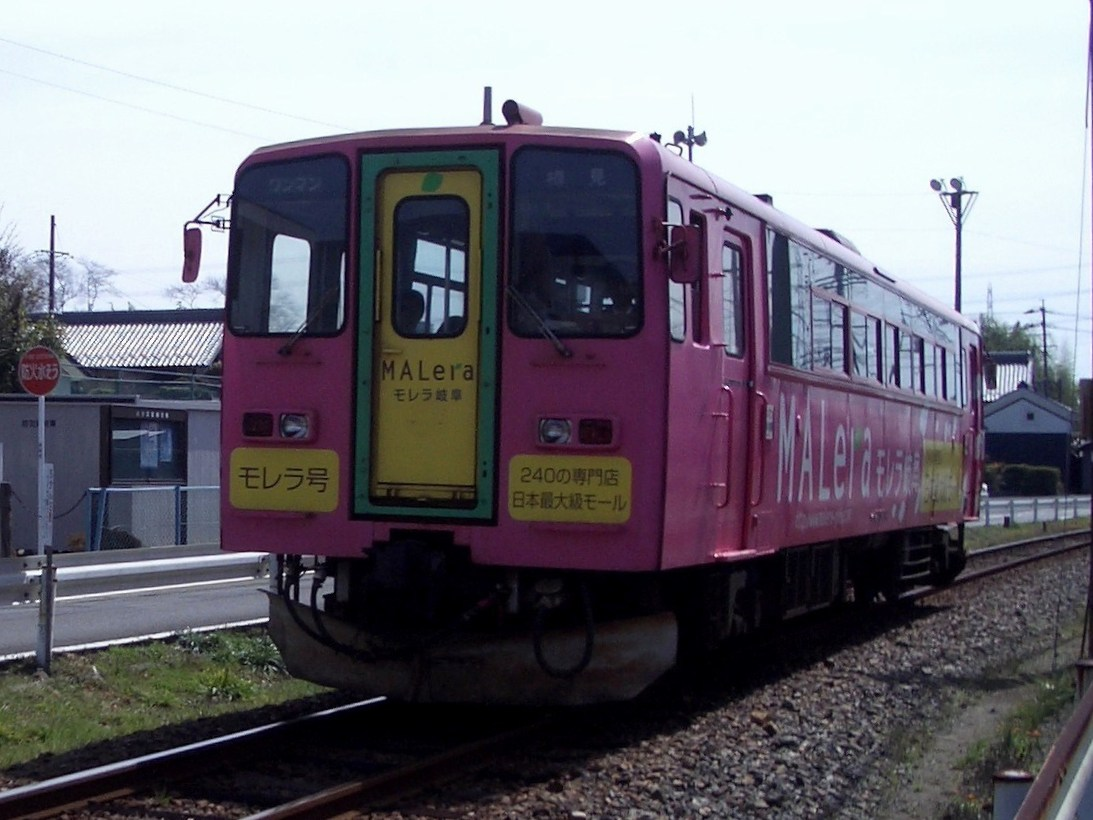
樽見鉄道樽見線のラッピング列車「モレラ号」

南北方向（樽見・大垣・穂積方面）は鉄道と路線バス、東西方向（大野・岐阜方面）は路線バスが通っている。駐車台は約5,000台を有する。2025年4月6日、東海環状自動車道本巣インターチェンジ開通により、2分で行けるようになった。

### 鉄道
- 樽見鉄道樽見線 モレラ岐阜駅から徒歩5分（ローズゲート西入口）

### バス

#### 「モレラ岐阜」停留所
正面駐車場内（ホワイトゲート東入口）
- 岐阜バス
  - モレラ忠節線
    - 岐阜駅（JR岐阜バス停）8番のりば・名鉄岐阜駅（名鉄岐阜バス停）5番のりばから[C36]モレラ岐阜行きまたは[C30]モレラ岐阜経由大野バスセンター行きで約40分、忠節 4番のりばから同じバスで約30分。

  - 大野穂積線
    - 穂積駅前から大野バスセンター行きで約25分。
    - 大野バスセンターから穂積駅前行きで約15分。

  - 山県モレラ線
    - 山県バスターミナル 1番のりばからモレラ岐阜行きで約50分、長良北町 6番のりばからモレラ岐阜行きで約30分。

- 本巣市市営バス
  - 本巣・糸貫線
    - 本巣市役所、本巣駅、宝珠ハイツ方面

  - 弾正線
    - 本巣市役所真正分庁舎、LCワールド本巣、イオンタウン本巣方面

  - 真桑線
    - 北方真桑駅、北方バスターミナル方面

※本巣市市営バスは各路線とも、モレラ岐阜を基点とした循環系統。火曜・木曜・土曜のみ運行。

## 道路
- 国道157号
  - 東海環状自動車道 本巣IC
- 国道303号

## 備考

### ロケ地
2022年12月6日（5日深夜）に放送された『名古屋行き最終列車～樽見鉄道編～』の舞台として使われ、花澤香菜演じる藤田未来がサイン会を開くシーンなどが登場した。

### 事故
オープンした2006年4月29日からゴールデンウィークの5月6日までの8日間、当初想定の1日約5万人よりも多い1日約7万人、累計約58万6,000人の来客があった。そのため浄化槽が処理能力を超え機能しなくなり、店舗東側に流れる糸貫川に未処理の汚水が溢れる恐れがあったため、5月6日は急遽17時で閉店した。しかし店側の不手際により臨時閉店を知らずに来た買物客の一部が警備員や警察官に暴行し、逮捕される騒ぎとなった。また翌7日も入場制限を行い17時で閉店した。

### その他
SKE48のメンバーで岐阜県出身の北野瑠華は、学生時代樽見鉄道に乗って通っていたことを語っている。